# Fūka (manga)
Fūka (風夏) é uma série de manga escrita e ilustrada por Kōji Seo. Foi publicada na revista Weekly Shōnen Magazine da Kodansha entre 2014 e 2018. Também é publicada em linha em inglês pela Crunchyroll.

## Personagens
- Yū Haruna

Yuu é baixista da banda A Lua Caída (mais tarde rebatizada de Poço Azul). Depois de se transferir para uma escola em Tóquio, ele conhece Fuuka Akitsuki, uma mulher misteriosa que não tem celular. A princípio, confundido como um tarado por ele ver por baixo da saia dela e também quebra o celular dele, pensando que a tivesse fotografado. Ele depois fica com o cd dela, que na capa é amiga de infância, que a chama de Tama e ela de Niko, vocalista e baixo da banda Hedgehogs. Ele depois devolve o cd a ela e ela o celular, que depois ele tinha perdido. A pedido dela, eles formam uma banda, formada por Makoto Mikasa, tecladista, Kazuya Nachi, velocista e baterista e Sara Iwami, baixista, que mais tarde se apresenta no festival da escola. Haruna era amigo de Koyuki Hinashi, quem ele a chama de Tama e também tem contato com ele, por celular. Em sua casa ele possui três irmãs, mas também o faz passar vergonha, elas ficam pela casa de lingerie, como também não se intimidam pelo fato dele estar presente. Quando Hinashi e Haruna estão juntos, quando são visto por Fūka, esta chega a ter ciúmes dele. Estes também são vistos juntos, que chegou a causar uma polêmica na mídia. Quando Fūka resolve fazer musica solo, os outros se separam. Em seu último encontro com Hinashi, este depois descobre de seus sentimentos por Fūka, que levou ao seu rompimento com Hinashi. Haruna consegue reunir todos os integrantes da banda, exceto Fūka, que teve dificuldades de trazer de volta. Logo depois este consegue trazer Fūka de volta depois de confessar a ela, assim como ela e também a elegeu como a segunda Tama.
- Fūka Akitsuki

Fūka é vocalista da banda A Lua Caída. Primeiramente ela teve um mal entendido com Yū Haruna, confundido como um tarado. Depois dele devolver o cd dela, ela também devolve o celular dele, que tinha perdido. Ela é fã de Koyuki Hinashi, mas não sabe que ela é amiga de infância de Haruna. Através do conselho de Haruna, ela descobre de seu talento de vocalista e resolve formar uma banda, envolvendo Haruna, Makoto Mikasa, tecladista, Kazuya Nachi, velocista e baterista e Sara Iwami, baixista. Ela depois se apaixona por Haruna depois dela vê-lo junto de Hinashi, que chega a ter ciúmes. Devido, a isso, esta chegou a deixar a banda para fazer música solo, fazendo com que a banda dissolvesse. Através da Hinashi, ela convence a Fūka para que esta possa ser honesta com seus próprios sentimentos. Haruna consegue reunir novamente os membros da banda e foi se encontrar com Fūka e também para que pudesse confessar seus sentimentos. Assim todos os membros da banda se reúnem e assim puderam transmitir sua música.
- Makoto Mikasa

Makoto era um pianista, tocava pianos de corda. Através de um teclado, ele descobre de seu talento como tecladista. Este não tem preferência a mulheres e um bom amigo para Fūka. O pai não gosta da ideia dele ser tecladista, mas quando Fūka resolve fazer carreira solo, ele resolve aceitar a sugestão do pai. Haruna o chama e também todos os membros da banda tentando trazer a banda de volta.
- Kazuya Nachi

Kazuya era o capitão do clube de atletismo. A princípio ele é confundido por Haruna como assediador, dando em cima da Fūka, mas ele depois esclarece que ele estava recrutando Fūka para o atletismo. Ele depois é recrutado por Fūka para ser o baterista da banda. Depois, Fūka resolve fazer carreira solo dissolvendo a banda, mas Haruna tenta trazer os outros membros da banda de volta, até mesmo o Kazuya que estava no atletismo.
- Sara Iwami

Ela é irmã de um dos membros da banda Hedgehogs. Ela possui o hábito de conversar com as pessoas nas redes sociais e Yū Haruna é um destes. Ela depois se junta a banda, mas também é conhecida por não ficar em nenhuma banda. Haruna depois acaba sendo confundido por um tarado, assim como Fūka. Numa conversa pelo celular depois eles descobrem quem são e ela aparece com uma abordagem diferente, parecida com a do Haruna. Ela depois vira guitarrista da banda. Quando Fūka resolve fazer carreira solo, a banda se desfaz, mas Haruna consegue reunir os membros da banda de volta e também consegue trazer Sara de volta.
- Koyuki Hinashi

Koyuki Hinashi ou Tama, é amiga de infância de Yū Haruna, que o chama de Niko e também fãs da banda Hedgehogs. Ela usava óculos na infância e reclama do Haruna por ser o "chorão". Por problemas familiares, Hinashi e Haruna se separam e só puderam ter contato nas redes sociais por celular. Quando puderam se encontrar, também chegou a despertar um grande ciúme em Fūka. Estes depois acabam sendo alvos da mídia, como Haruna o amante da Hinashi. Esta depois tem problemas de saúde, sua voz não saía. Ela descobriu de sua vocação como cantora na infância, a exemplo de Fūka. Como a banda dissolveu, ela tentou confessar seus sentimentos a Haruna, que antes este tentou confessar a ela, que não conseguiu, mas Haruna depois descobre de seus sentimentos por Fūka que o levou a deixá-lo. Ela depois se encontra com Fūka para tentar convencê-la a ser honesta com seus sentimentos, como também poder se reunir com a banda novamente.

## Volumes
| N.º | Data de lançamento      | ISBN              |
| --- | ----------------------- | ----------------- |
| 1   | 16 de maio de 2014      | 978-4-06-395086-1 |
| 2   | 17 de julho de 2014     | 978-4-06-395133-2 |
| 3   | 17 de outubro de 2014   | 978-4-06-395223-0 |
| 4   | 17 de dezembro de 2014  | 978-4-06-395272-8 |
| 5   | 17 de fevereiro de 2015 | 978-4-06-395320-6 |
| 6   | 15 de maio de 2015      | 978-4-06-395397-8 |
| 7   | 17 de julho de 2015     | 978-4-06-395439-5 |
| 8   | 16 de outubro de 2015   | 978-4-06-395517-0 |
| 9   | 17 de dezembro de 2015  | 978-4-06-395564-4 |
| 10  | 17 de março de 2016     | 978-4-06-395619-1 |
| 11  | 17 de maio de 2016      | 978-4-06-395671-9 |
| 12  | 17 de agosto de 2016    | 978-4-06-395732-7 |
| 13  | 16 de dezembro de 2016  | 978-4-06-395825-6 |
| 14  | 17 de janeiro de 2017   | 978-4-06-395851-5 |
| 15  | 17 de Março de 2017     | 978-4-06-395892-8 |
| 16  | 16 de junho de 2017     | 978-4-06-395960-4 |
| 17  | 15 de setembro de 2017  | 978-4-06-510190-2 |
| 18  | 17 de novembro de 2017  | 978-4-06-510369-2 |
| 19  | 16 de fevereiro de 2018 | 978-4-06-510973-1 |
| 20  | 17 de abril de 2018     | 978-4-06-511242-7 |

## Receção
O primeiro volume alcançou a vigésima sexta posição na tabela semanal de mangas da Oricon e vendeu 64 879 cópias até 25 de maio de 2014; o segundo volume alcançou a décima oitava posição na tabela e vendeu 73 193 cópias até 27 de julho de 2014; o terceiro volume alcançou a vigésima oitava posição e vendeu 70 638 cópias até 26 de outubro de 2014; o quarto volume alcançou a vigésima posição e vendeu 51 164 cópias até 21 de dezembro de 2014; o quinto volume alcançou a décima segunda posição e vendeu 62 771 cópias até 22 de fevereiro de 2015; o sexto volume alcançou a décima quarta posição e vendeu 69 659 cópias até 24 de maio de 2015; o sétimo volume alcançou a décima sétima posição e vendeu 66 456 cópias até 26 de julho de 2015; o oitavo volume alcançou a vigésima quinta posição e vendeu 61 372 cópias até 25 de outubro; o nono volume alcançou a vigésima quinta posição e vendeu 36 105 cópias até 20 de dezembro de 2015.